# 海外法國居民選區
海外法國居民選區（法語：circonscriptions législatives des Français établis hors de France）有11個，每個選區選舉法國國民議會的一名議員。海外法國居民選區於2010年設立，其目的是讓法國海外公民能不用回國就能投票選舉代表自己權利的國民議會議員。國民議會議員數量並沒有改變，依舊維持先前的577名議員總數。首次由海外法國居民選區選民參加的國民議會選舉於2012年舉行。
自1982年以来，还有代表海外公民的参议员；他们由法国海外公民大会间接选举产生。

## 各選區概要
- 1： 美国、 加拿大
- 2：拉丁美洲
- 3：北歐（包含 格陵兰）、 英国、 爱尔兰、 爱沙尼亚、 拉脫維亞、 立陶宛
- 4： 荷蘭、 比利时、 盧森堡
- 5： 西班牙、 葡萄牙、 安道尔、 摩納哥
- 6： 瑞士、 列支敦斯登
- 7： 德国到東歐（ 俄羅斯、 乌克兰、 白俄羅斯、 摩尔多瓦除外）
- 8：南歐、 土耳其、 以色列、 巴勒斯坦

海外法國居民選區划分图

- 9：非洲西部及北部（馬格里布）、 利比亞
- 10：中東、非洲中部、東部、南部
- 11：東歐的 俄羅斯、 乌克兰、 白俄羅斯、 摩尔多瓦，亞洲的 、 、 亞美尼亞、 伊朗， 伊朗以東的亞洲、大洋洲

- 、 不丹、 西撒哈拉等不屬於任何一個選區。